# Leonard (fumetto)
Leonardo (in francese Léonard) è una serie francese di fumetti umoristici che ha per protagonista il celebre inventore italiano, nato a Vinci tra la fine del XV e l'inizio del XVI secolo.
La serie è comprensibile a un vasto pubblico. Il suo umorismo si basa principalmente su giochi di parole, anacronismi e burlesque.

## Nascita della serie
La serie Leonardo è nata per caso nel 1974. Bob de Groot, volendo aggiungere un personaggio alla serie di Robin Hood ha immaginato un inventore chiamato Matusalemme. Ha un cappello viola e una lunga barba bianca e che inventa il parchimetro. Greg, che stava preparando il lancio della rivista Achille Talon, trovò l'idea interessante per un personaggio principale. È così che Matusalemme è diventato Leonard.

## Storia
In Italia, qualche secolo fa, Leonardo, con l'aiuto del suo discepolo Basilio, sviluppa invenzioni completamente folli o al contrario piene di possibilità future, per lusingare il suo ego eccessivo. Nonostante il genio di Leonardo, la sfortuna e la goffaggine di Basilio e in rare occasioni, anche il suo genio portano spesso gli esperimenti a una fine sfortunata.

### Leonardo e il vero Leonardo da Vinci
Non viene mai chiarito se Leonardo e il vero Leonardo da Vinci siano la stessa persona. In ogni caso, il disegnatore, Turk, afferma di aver inserito un po' di realismo in questa serie "totalmente surreale" che è Leonardo, in quanto quando Basilio o Leonardo maneggiano un qualsiasi strumento e lo usano correttamente.
Ci sono molti elementi a sostegno di questa teoria compreso il cognome di Leonardo che è "Da Vinci", inoltre Leonardo afferma di aver compiuto 5 anni nel 1457, collocando il suo anno di nascita nel 1452, come Leonardo da Vinci. La Gioconda appare in un album pubblicato. Leonardo ha una cameriera di nome Mathurine, come la vera cameriera francese di Leonardo da Vinci e adotta anche un bambino, come il vero Leonardo.

## Personaggi

### Leonardo da Vinci
Questa è in realtà una caricatura di Leonardo da Vinci. Un genio autoproclamato che inventa costantemente nuove macchine, nuove idee e nuovi concetti. L'aspetto negativo è che ha così tante idee che non riesce a realizzarle tutte, come il suo illustre modello, che soffre di procrastinazione. Le invenzioni di Leonardo sono anacronistiche e, se non sempre funzionano come previsto, hanno sempre un effetto sorprendente o disastroso nella maggior parte dei casi comico.
Leonardo è molto esigente e ogni tentativo di Basilio, suo discepolo, di sottrarsi al lavoro, così come ogni commento sprezzante da parte sua, viene punito con un rimprovero inarrestabile: colpi di archibugio, di incudine, di orologio o di qualsiasi proiettile immaginabile, nascosto nella grande barba bianca di Leonardo. Anche se dice di odiare il suo discepolo, è molto legato a lui e ha gli incubi di vederlo partire. Si preoccupa della sua salute e il tentativo di sostituirlo è fallito. Leonardo è esasperato dalla capacità del discepolo di ferirsi, ma paradossalmente considera scadente il lavoro svolto senza mutilazioni o ferite, per cui si incarica di "correggere" l'errore facendo in modo che il discepolo si ferisca in qualche modo.
Leonardo è estremamente narcisista e molto sensibile all'adulazione. È anche un avaro che non ha mai pagato Mathurine e Basilio e non ha mai contributo alla crescita di Basilio; molte gag sono incentrate sull'idea di Basilio che cerca di essere pagato ma finisce sempre per essere preso in giro dal suo padrone. Tuttavia, egli stesso compra le bende di cui il suo discepolo ha bisogno per curarsi e non esita a inventare qualcosa per guarire Basilio o per rendergli la vita più facile; anche se questo è più a suo vantaggio, poiché un discepolo fresco è sempre più efficiente e in grado di realizzare le invenzioni del maestro.
Nel 1997, le sue avventure hanno contato 355 invenzioni, dalle bombolette spray al whisky, dall'aratro a propulsione femminile alle pantofole motorizzate e al Capodanno.

### Basilio Landouye (o Lebète)
Discepolo di Leonardo, preferisce chiaramente dormire tutto il giorno piuttosto che lavorare. Basilio è molto maldestro: ogni azione, per quanto piccola, è scandita da una goffaggine che si conclude nel migliore dei casi con una semplice ferita, nel peggiore con un ricovero in ospedale dove ha una stanza riservata, oltre ha anche un abbonamento annuale. Va notato che il discepolo riesce a riprendersi dalle invenzioni o dai rimproveri di Leonardo, a volte in meno di un attimo, con grande sorpresa di Raoul, il gatto di casa.
Fin dal primo album, il discepolo ha un motto: "Servo la scienza ed è la mia gioia"; ma in pratica, meno la serve, meglio sta. Inoltre, si vendica distorcendo talvolta il suo stesso motto: "Servo la scienza ma è la sua gioia", "Mi tengo stretta la scienza ed è la mia gioia", "Devo andare a servire la scienza perché sembra essere la mia gioia", "Odio la scienza ed è la mia gioia", "Servo la scienza ed è la mia tristezza, sono stufo di servire la scienza, non è più la mia gioia".
Sebbene sia maldestro quando assiste il suo padrone, Basilio non è meno inventivo. È l'autore, tra l'altro, della moto, degli Hells Angels, dei pattini a rotelle, dello scassinatore di casseforti, della stampa di denaro falso, della giacca da pranzo e del software. Secondo Leonardo, l'inventiva del discepolo si esprime al meglio nello sviluppo di piani di fuga dal lavoro per dormire. La sua ambizione era quella di "far coincidere il suo alzarsi tardi con il suo tramontare presto per mezzo di sonnellini prolungati".
Essendo figlio di una famiglia numerosa, i nomi dei suoi cugini, nipoti, prozii, ecc. sono spesso utilizzati da Leonardo per denominare le sue invenzioni. Ha anche origini ceche, da cui il nome della madre, Azerty, che ha ispirato a Leonardo l'invenzione della macchina da scrivere; inoltre, ha parenti italiani, francesi, polacchi, tedeschi e giapponesi. La sua devozione al padrone è sorprendente, mentre quest'ultimo gli fa passare le pene dell'inferno. Nonostante tutte le opportunità di cambiare carriera che il discepolo ha, ha paura di essere licenziato.
Gli anni di servizio presso Leonardo sono sconosciuti. Secondo gli album, ha detto di aver lavorato per 10, 25, 30 o addirittura 40 anni con il genio, ma possiamo riferirci alla prima figura perché il discepolo è ancora molto giovane.

### Raoul Chatigré
Il gatto di Leonardo. Nei primi albi è muto, ma nel corso della serie diventa gradualmente un personaggio a tutti gli effetti. Si ritrova con il dono della parola nel terzo albo in seguito a un errore del discepolo: infastidito da un'osservazione del suo capo su una stupidaggine che aveva appena detto, Basilio tira una leva così forte da riversare acqua in tutta la città. L'acqua si mescola con l'ultima invenzione di Leonardo: una vasca contenente un prodotto in grado di far parlare gli animali che stava per testare. Ha la particolarità di non essere un nittologo: non vede al buio, come gli altri gatti. Originariamente chiamato Prosper, un conflitto tra Leonardo e il suo discepolo lo fece diventare Raoul. Spesso interviene per commentare la storia - ignorata con grande disappunto da Leonardo e Basilio - o semplicemente per chiacchierare con Bernadette, un topo grigio, o con Yorick, il teschio. Di tanto in tanto si intromette anche negli affari di Leonardo, a volte addirittura al centro della trama. Possiamo anche vedere che Raoul dorme sul letto di Basilio (spesso salta sul letto quando Leonardo viene a svegliare il discepolo urlando). Infine, Raoul ha un avvocato, il Maestro Oboulododo, un grosso gatto nero che appare solo brevemente in una gag nel volume 37.

### Mathurine Montorchon de la Serpillière
Cameriera di Leonardo, assunta nel dodicesimo album. È un'eccellente governante e cuoca, ma ha un temperamento piuttosto forte e forti reazioni. Infatti, ha difficoltà a sopportare gli esperimenti del maestro e del suo discepolo, esperimenti che spesso finiscono per sporcare le stanze della casa che Mathurine ha appena pulito. È molto suscettibile per quanto riguarda la sua corporatura e si comporta in modo duro se qualcuno la infastidisce. Appena arrivata, fa un'ottima impressione: riesce a pulire i giganteschi piatti in un batter d'occhio e a risolvere un'equazione di terzo grado. A volte si rivela un'inventrice, il che non è necessariamente un segno di riposo per Leonardo e il suo discepolo. All'inizio venne a lavorare a casa di Leonardo, poi, con il progredire degli album, ebbe una stanza tutta sua a casa del suo maestro. Il suo nome deriva da quello della vera lavoratrice di Leonardo al Clos-Lucé di Amboise.

## Bernadette
Il topolino di casa. All'inizio fa una piccola apparizione in ogni storia, ma il suo ruolo si espande con il proseguire degli albi. Ha una piccola cotta per Raoul, le piace ballare con lui ma non sopporta che lui la baci. Ama anche il formaggio. Riceve il dono della parola contemporaneamente a Raoul nel terzo album. Mentre all'inizio della serie interagiva solo con Raoul, il suo ruolo si evolve gradualmente e diventa un'infermiera, che ricuce Basilio ogni volta che si fa male. Questa dedizione alla casa sembra tanto più sorprendente in quanto, all'inizio della serie, Bernadette appare stuzzicante, persino antipatica, in particolare divertendosi a fare del male a Raoul; in una delle gag si definisce anche "una solida tiranna".

### Yorick
Un teschio filosofico e compagno di discussione di Raoul e Bernadette, il cui nome allude al personaggio shakespeariano di cui Amleto tiene il teschio nel suo famoso monologo. Gli piace parlare del suo passato, cosa che infastidisce Raoul. Vorrebbe avere un ruolo più importante nella storia, essendo confinato a un ruolo molto secondario nella serie. Inizialmente muto, inizia a parlare dal nono album in poi (anche se si sente ridere dal quinto).

### Mozzarella da Vinci
La figlia adottiva di Leonardo. Mentre quest'ultimo aveva bisogno di bambini nel volume n. 48, Mozzarella fa la sua prima apparizione quando Leonardo fa recapitare a casa sua una tonnellata di petali di rosa per sviluppare un nuovo profumo, Eau de Génie. Mozzarella, nascosta nel carretto di petali di rosa, è una piccola zingara orfana e viene accolta da Leonardo, che alla fine del libro ne fa la sua figlia adottiva. Soprannominata "Mozza", viene rapidamente presa sotto l'ala di Mathurine e Leonardo, che le fanno da padre e da madre. Basilio, invece, soffre molto per l'arrivo della nuova arrivata, in particolare perdendo il suo letto, la sua pasta, la sua tranquillità e dovendo svolgere tutti i compiti ordinati da Leonardo per compiacere Mozzarella; rimane quindi molto diffidente e ostile nei confronti della ragazzina, ripetendo in continuazione "Questa ragazzina mi insidia!"Mozzarella, che arriva nel volume n. 48 "Mon papa est un génie", è il primo nuovo personaggio ricorrente della serie dopo i 36 albi e il volume 12 "Trait de génie", che ha visto la comparsa di Mathurine.

## Personaggi apparsi nella serie

### Personaggi reali
Una (m) significa che il personaggio è menzionato ma non appare fisicamente.
- Johannes Gutenberg 1. Léonard est un génie, p.27[9]
- Thomas Edison 1. Léonard est un génie, p.40[10]
- Mona Lisa 1. Léonard est un génie, p.48; 26. Génie or not génie?, p.28[11][12]
- Michelangelo Buonarroti 2. Léonard est toujours un génie, p.8  (m)[13]
- Antoine Parmentier 4. Hi-fi génie, p.28-29[14]
- Guglielmo Tell 4. Hi-fi génie, p.36[15]
- Bruce Lee 6. Génie en balade, p.36[16]
- Cristoforo Colombo 6. Génie en balade, p. 40[17]
- Jules Verne 8. Coup de génie, p.38-39[18]
- Diogene di Sinope 9.Génie civil, p.39[19]
- Nicolas Flamel 10. La guerre des génies, p.16, 25, 35, 48[20]
- Roland Garros 13. con riferimento al famoso torneo di tennis 15[21]
- William Shakespeare 26. Génie or not génie?, p.11[22]
- Charles Marie de La Condamine 34. Docteur Génie et Mister «Aïe», p. 32 (m)[23]
- Enzo Ferrari 36. Le génie se gondole, p.4  (m)[24]
- Michael Schumacher 36. Le génie se gondole, p.4  (m)[25]
- Adolf Hitler (nella caricatura di Eugène Gradouble) 36. Il genio sta salutando, p.20-22
- Léon Vanlancker (Chez Léon) 37. C'est parti, mon génie!, p.43[26]
- Justine Henin 37. C'est parti, mon génie!, p.43[26]
- Paris Hilton 42. Le génie des grandeurs, p.22  (m)[27]
- Francesco I (re di Francia) 44. Tour de génie, p. 10-11, 16, 31[28]

### Personaggi di fantasia
- Icare 1. Léonard est un génie, p.7 (m)[29]
- Barbapapa[30]
- Bugs Bunny[30]
- Casimir[30]
- Il gatto con gli stivali[31]
- Daffy Duck[30]
- Daisy Duck[30]
- Daniel Henri Lévy, alias D.H.L.[30]
- Pippo[30]
- Paperino[30]
- Droopy[30]
- Frankenstein[32]
- Cappuccetto Rosso[31]
- Gatto Silvestro[30]
- Jerry[30]
- Kermit[30]
- La bella addormentata[33]
- Pollicino[33]
- I tre porcellini[33]
- Mickey Mouse[30]
- La Pantèra rosa[30]
- Cappuccetto Rosso[31]
- Pinocchio[34]
- Pollux[30]
- Braccio di Ferro[35]
- Achille Talon[36]
- Titi[30]
- Tom[30]
- Tuffy[30]
- Schtroumpf
- Wimbledon 13. Genius in the making, p.27, in riferimento al famoso torneo di tennis immaginario[21]

## Album
1. Léonard est un génie, Dargaud, 1977
2. Léonard est toujours un génie!, Dargaud, 1978
3. Léonard c'est un quoi déjà?, Dargaud, 1979
4. Hi-Fi génie, Dargaud, 1980
5. Génie à toute heure, Dargaud, 1981
6. Génie en balade, Dargaud, 1982
7. Y a-t-il un génie dans la salle?, Dargaud, 1982
8. Coup de génie, Dargaud, 1982
9. Génie civil, Dargaud, 1983
10. La Guerre des génies, Dargaud, 1983
11. Génie du bal, Dargaud, 1984
12. Trait de génie, Dargaud, 1985
13. Génie en herbe, Dargaud, 1986
14. Le Poids du génie, Dargaud, 1986
15. Crie, ô génie!, Dargaud, 1987
16. Génie à revendre, Dargaud, 1987
17. Ohé du génie!, Dargaud, 1988
18. Génie en sous-sol, Dargaud, 1990
19. Flagrant génie, Appro, 1990
20. Ciel, mon génie!, Appro, 1991
21. Un air de génie, Appro, 1992
22. Cadeau de génie, Appro, 1992
23. Poil au génie!, Appro, 1993
24. Temps de génie, Appro, 1994
25. D'où viens-tu, génie?, Appro, 1995
26. Génie or not génie?, Appro, 1996
27. On a marché sur le génie!, Appro, 1997
28. Génie toujours… Prêt!, Appro, 1998
29. Les Bons contes font les bons génies, Le Lombard, 1999
30. Génie du foot, Le Lombard, 2000
31. Dodo de génie, Le Lombard, 2001
32. Magic génie, Le Lombard, 2002
33. Y a du génie dans l'air!, Le Lombard, 2003
34. Docteur Génie et Mister «Aïe», Le Lombard, 2004
35. Le Génie donne sa langue au chat, Le Lombard, 2005
36. Le Génie se gondole, Le Lombard, 2006
37. C'est parti, mon génie!, Le Lombard, 2007
38. Y a-t-il un génie pour sauver la planète?, Le Lombard, 2008
39. Loué soit le génie, Le Lombard, 2009
40. Trésor de génie, Le Lombard, 2010
41. Génie du stop, Le Lombard, 2011
42. Le Génie des grandeurs, Le Lombard, 2012
43. Super génie, Le Lombard, 2012
44. Tour de génie, Le Lombard, 2013 - album officiel du Tour de France
45. Génie de l'insomnie, Le Lombard, 2014
46. Le Génie crève l'écran, Le Lombard, 2015
47. Master Génie, avec un poster Réveille le génie qui est en toi, Le Lombard, 2016 (DL 08/2016) ISBN 978-2-8036-7015-4[37]
48. Mon papa est un génie!, Le Lombard, 2017 (DL 06/2017) ISBN 978-2-8036-7158-8[37]
49. Génie militaire, Le Lombard, 2018 (DL 05/2018) ISBN 978-2-8036-7244-8[38]
50. Génie, vidi, vinci!, Le Lombard, 2019
51. Génie du crime, Le Lombard, 2020 ISBN 978-2-8036-7465-7[39]
52. Vacances de génie, Le Lombard, 2021 ISBN 978-2-8036-7794-8[40]
53. Un amour de génie, Le Lombard, 2022 ISBN 2803679566[41]

## Edizioni speciali
1. 20 ans de génie, Appro, 1994
2. Compile de génie, Le Lombard, 2000
3. Maxi génie, Le Lombard, 2000
4. Génie mobile, Le Lombard, 2001
5. Génie à la page, Le Lombard, 2003
6. Je pense donc génie!, Le Lombard, 2009
7. Génie à la page, Le Lombard, 2011
8. Le Génie est dans le pré!, Le Lombard, 2014
9. Chat de génie, Le Lombard, 2022

## Serie animate
- All'inizio degli anni Novanta lo studio IDDH ha creato un episodio pilota per una serie animata di Leonardo, ma il progetto non è andato avanti. Nel 2009, Leonardo, una serie animata in 3D di 78 episodi da 8 minuti, è stata diretta da Philippe Vidal.

## Pubblicazioni

### Riviste
- Questa serie è iniziata sulla rivista Achille Talon[3], poi, quando è scomparsa, è stata pubblicata sul settimanale olandese Eppo e infine sul Periodico Pif Gadget.

### Editori
- Dargaud: volumi da 1 a 18.
- Appro: volumi da 19 a 28.
- Le Lombard: volumi da 29 a 52.

### Libri
- Patrick Gaumer, "Léonard", in Dictionnaire mondial de la BD, Paris, Larousse, 2010, ISBN 9782035843319, p. 519.
- Paul Gravett (a cura di), "De 1970 à 1989 : Léonard", in Les 1001 BD qu'il faut avoir lues dans sa vie, Flammarion, 2012, ISBN 2081277735, p. 365.

### Periodici
- Olivier Maltret, "Léonard et la Manière", BoDoï, n. 22, agosto-settembre 1999, pag. 6.
- Editoriale, "Léonard... et Turk à la recherche des couleurs perdues de chez Proust!", Le Lombard Communication, Le Lombard, n. 3, maggio-giugno-luglio 1999, p. 2-3
- Editoriale, "Con il turco... Et sans trucs: dans l'intimité de Léonard Super-star!", Le Lombard Communication, Le Lombard, n. 14, maggio-giugno 2001, pp. 10-11
- Rédaction, "Coup de plumeau et de pinceau chez Léonard!", Le Lombard Communication, Le Lombard, n. 20, maggio-giugno 2002, pp. 6-7
- Philippe Peter, "Léonard, il genio che ha fatto 50 tomi", dBD, n. 133, maggio 2019, pag. 90-93.

### Articoli
- Bob de Groot (intervistato da Pierre Burssens), "Intervista a Bob De Groot "Se non mi diverto, non lo faccio!", Auracan, 13 giugno 2013 , accesso 14 febbraio 2023